# قصر شماموك
قصر شماموك (أو قصر شماموك وقصر شوماموك سابقًا) هو موقع أثري قديم في الشرق الأدنى يقع على بعد حوالي 30 كيلومترًا جنوب أربيل الحديثة (أربيل القديمة، وربما أوربيلوم القديمة) في محافظة أربيل، في إقليم كردستان العراق على الجانب الغربي من نهر شيوازور. تقع على بعد حوالي 25 كيلومترًا من موقع نمرود الأثري. تشير الآثار الموجودة في الموقع إلى العصر الحوري، والآشوري الأوسط، والآشوري الجديد، والبارثي، والساساني. في عهد الآشوريين أطلقوا عليها اسم كيليزو (أو كاكزو أو حتى كيليزي) وكانت عاصمة إقليمية. وهي ليست بعيدة عن المواقع الأثرية في كورد قبورستان (ربما قبرا القديمة)، وتل حلاوة، وتل عليوة، وتل بقرته (التي وصلت مساحتها إلى 80 هكتارًا في العصر البرونزي المبكر).

## علم الآثار
تبلغ مساحة التل الرئيسي حوالي 20 هكتارًا ويرتفع حوالي 30 مترًا فوق السهل. وقد تم قطعها بواسطة واد على الجانب الشمالي الشرقي والذي كان يعتقد أنه موقع البوابة القديمة. وتمتد إلى الجنوب من التل مدينة سفلية، وهي اليوم مزروعة بالكامل تقريبًا بالزراعة المروية، وتغطي حوالي 50 هكتارًا. وتبلغ مساحة المنطقة داخل سور المدينة في العصر الآشوري الحديث حوالي 50 هكتارًا. وتظهر المنطقة خارج الموقع الرئيسي أيضًا علامات الاحتلال. الجزء الجنوبي من الموقع يقع تحت قرية حديثة. توجد حفر ناجمة عن قنابل في أعلى التل، في منطقة التنقيب (أ-غرب)، من غزو العراق عام 2003. 
تمت زيارة الموقع، المعروف آنذاك باسم قصر شوماموك، من قبل أوستن إتش لايارد في عام 1850، مشيرًا إلى أنه كان محاطًا بجسر وكان مقسمًا إلى قسمين بواسطة واد أو مجرى مائي قديم. وأفاد بأن أحد شيوخ المنطقة كان يحفر في الموقع، وأنه "فتح عدة خنادق وأنفاق عميقة في التل، واكتشف غرفاً، بعضها بجدران من الطوب المجفف البسيط، وبعضها الآخر محاط بألواح من الحجر الجيري المحمر، يبلغ ارتفاعها حوالي 3 أو 4 أقدام. كما عثر على طوب منقوش عليه نقش يعلن أن سنحاريب بنى هنا مدينة أو بالأحرى قصراً". قام لايارد بفحص نقطة مرتفعة على بعد ميلين تقريبًا من شيماموك والتي يبدو أنها كانت مغطاة بـ "قلعة" سنحاريب.

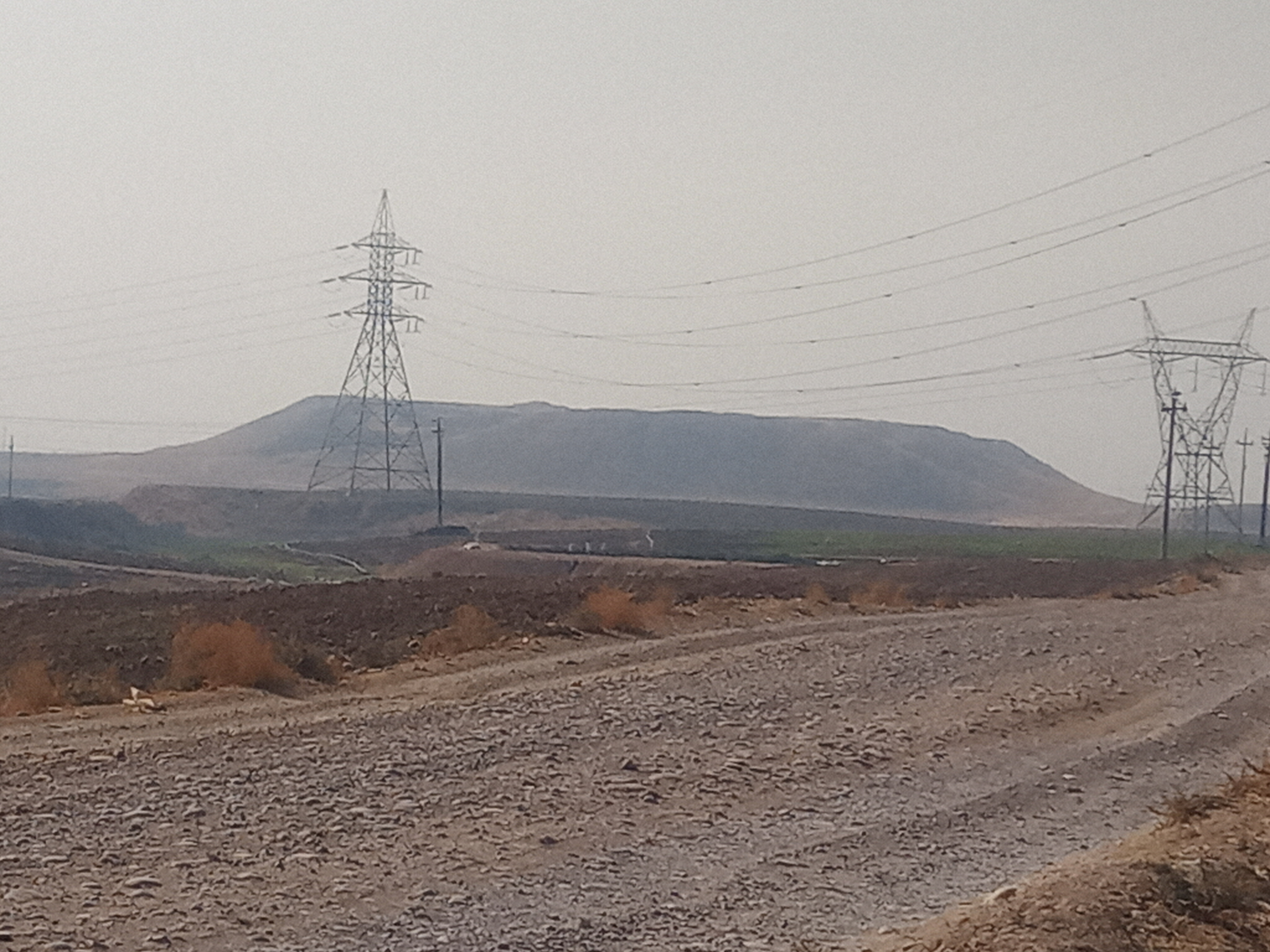
موقع قصر شماموك

في عام 1933 قام فريق إيطالي بقيادة جوزيبي فورلاني بالتنقيب في قصر شيماموك، في التل والمدينة السفلى. وقد قاموا بتأريخ سور المدينة إلى العصر الآشوري الحديث وأكدوا هوية كليزو/كيليزي/كاكزو القديمة استناداً إلى نقوش الطوب الآشورية الحديثة. تم العثور على مقبرة كبيرة تعود إلى العصر الآشوري الأوسط، والعصر الآشوري الحديث، والعصر البارثي غربي التل، وتضم 42 مدفنًا. وقد تم تقسيم اكتشافات الحفريات، بما في ذلك الأختام الأسطوانية، والخرز، والمزهريات الفخارية، والأشياء الحديدية، والتماثيل الفخارية، وتابوتان كبيران، بين المتحف الأثري في فلورنسا ومتحف بغداد. حالة هذه الكائنات الأخيرة غير واضحة. 
في عام 2011، بدأ فريق من جامعة ليون وجامعة هارفارد بقيادة أوليفييه روولت وماريا جرازيا ماسيتي روولت العمل في الموقع، بدءًا بمسح سطحي. ثم حفروا خندقًا بطول 68 مترًا وعرض 5 أمتار (المنطقة أ-الشرقية) يبدأ من أعلى التل (حيث تم العثور على العديد من رواسب ذخيرة المدافع الرشاشة الحية) ويمتد جنوبًا عبر المدينة السفلى. تم العثور على منحدر ضخم، مبني من الطوب المخبوز الذي يحمل بعضه نقشًا للحاكم الآشوري الجديد سنحاريب (705-681 قبل الميلاد). تم العثور على مسمار طيني للحاكم الآشوري الأوسط أريك دن إيلي (حوالي 1317-1306 قبل الميلاد). تم فتح حفريات ثانية، المنطقة ب، في وقت لاحق في الجزء الشمالي الشرقي من الموقع. تضمنت الاكتشافات الصغيرة شظايا من الألواح المسمارية. في الجزء الشمالي من التل، تم العثور على قصر للحاكم الآشوري الأوسط أداد نيراري الأول (حوالي 1305-1274 قبل الميلاد) مع أرضية منقوشة في مكانها تحمل اسمه. تحت تلك الطبقة، في المنطقة أ-الشرقية، تم العثور على ألواح مسمارية حورانية ووثيقة تأسيسية لحاكم حوراني.
من عام 2012 إلى عام 2020، استخدمت هيئة المسح الأثري لسهل أربيل صور الأقمار الصناعية، والتصوير الفوتوغرامتري بطائرات بدون طيار، وجمع البيانات من السطح لتحديد أنماط الاحتلال في عدد من المواقع في المنطقة، بما في ذلك قصر شماموك. وتشير الاكتشافات السطحية وتحليل صور الأقمار الصناعية إلى وجود منطقة صناعية تبلغ مساحتها 30 هكتارًا في امتداد شمال الموقع. وقد كشف المسح عن وجود عدد كبير من المواقع الأثرية في المنطقة المحيطة بقصر شيماموك. 
في عام 2015، قام أحد السكان المحليين بتحويل لوح مسماري (QS04b)، والذي أطلق عليه فيما بعد اسم "لوح ترجان"، إلى متحف أربيل. وبناءً على شظايا مماثلة عُثر عليها في مستويات العصر البرونزي المتأخر في القلعة، تم تحديد مصدرها على أنه قصر شيماموك، الذي يعود تاريخه إلى ما قبل العصر الآشوري الأوسط. وتبين أن اللوح هو لوح تأسيسي للحاكم إيريست-إني (اسم هجين أكادي-حوري)، ابن شير-إني، ويشير إلى إعادة بناء سور مدينة توي في "أرض كونسيهي". تم تخصيصه لإله العاصفة دينجير. إشكور "من يحب تو'ي". وقد عثرت الحفريات اللاحقة على الجدار الأقدم، الذي يبلغ عرضه 9 أمتار ويواجهه خندق. 
تم العثور في قصر شماموك على قطعة من تمثال شبتي (تمثال جنائزي مصري) للملكة الأم أودجاشو من الأسرة الثلاثين في مصر . تم العثور في الموقع على سيكاتو (وتد حائط منقوش) يعود إلى آشور دان الثاني (حوالي 934-912 قبل الميلاد).

## تاريخ

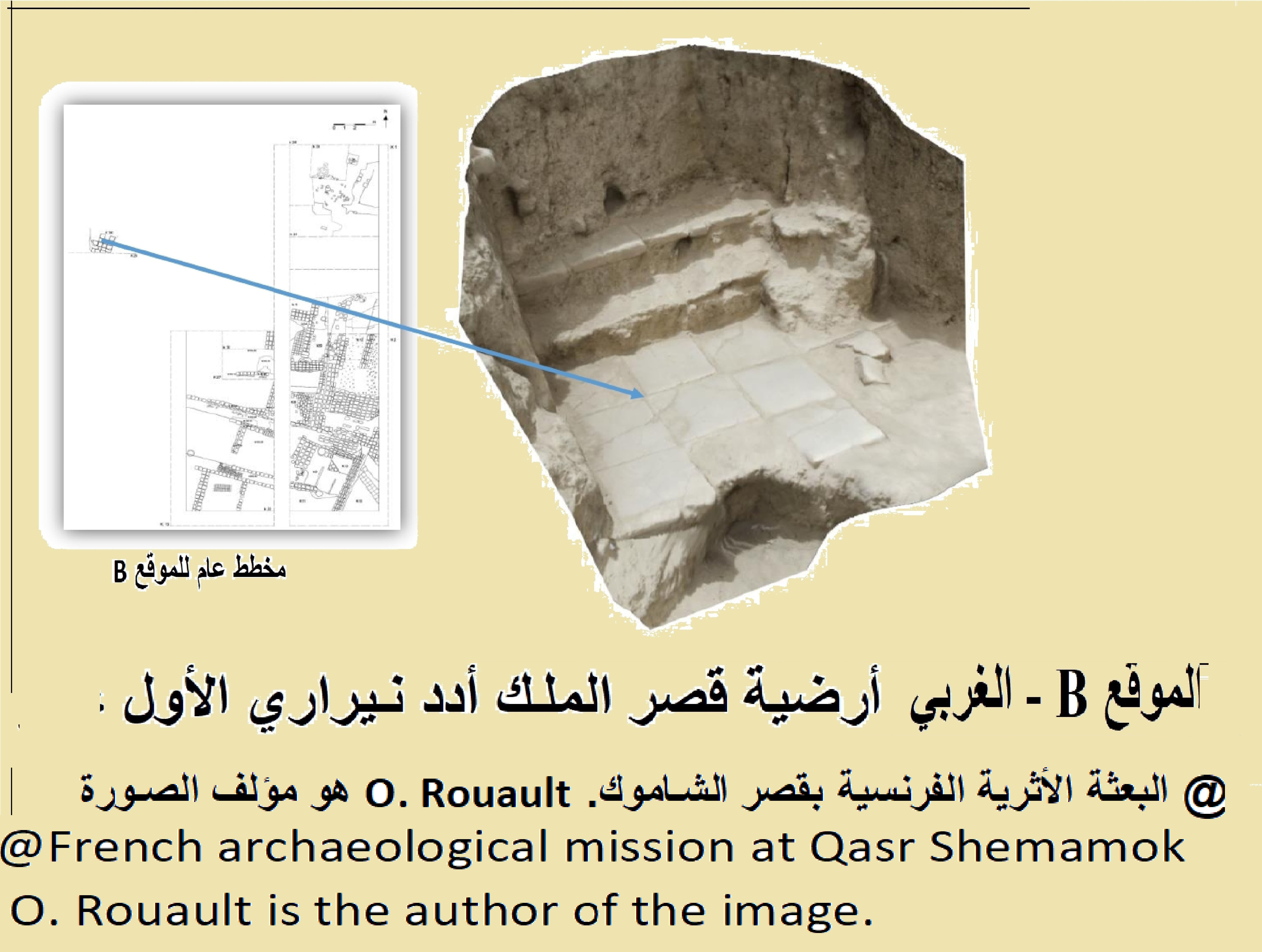
بقايا قصر بناه أداد نيراري الأول في تلة قصر شماموك في أربيل

كان الاحتلال في الموقع خفيفًا من عصر الحسونة، وحلف، وأوروك، ونينوى الخامس، وعصر الأسرات المبكر، والبابلي القديم، وحتى العصر البرونزي الأوسط. في الجزء المبكر من العصر البرونزي المتأخر، كان الموقع تحت النفوذ الحوري، ربما كجزء من إمبراطورية ميتاني. وبعد ذلك، في العصر الآشوري الأوسط، نمت مدينة مساحتها 50 هكتارًا في الموقع وأصبحت كليزو، عاصمة مقاطعة كليزو الآشورية. استمر الاحتلال حتى العصر الآشوري الحديث وفي وقت لاحق خلال العصر البارثي والهلنستي والساساني (اقتصر على منطقة القلعة التي تبلغ مساحتها 6 هكتارات).
كان اسم حاكم كليزي في عهد نينورتا أبال إيكور (حوالي 1191-1179 قبل الميلاد) هو "إيباسي إيلي ابن آشور مسلم". تم ذكر المدينة في المخطوطة الآشورية. في عام 704 جاء فيها "إلى مدن لاراك، وسارابانو، [...]؛ تم بناء قصر مدينة كيليزي؛ ... في [...]؛ النبلاء ضد الكولوميين". الاسم الذي أطلق على عام 703 هو "نوشا [يا، حاكم مدينة كليزي]". 